# Двадцать четыре часа из жизни клоуна
«Двадцать четыре часа из жизни клоуна» (фр. Vingt-quatre heures de la vie d'un clown) — французский чёрно-белый короткометражный документальный фильм режиссёра Жана-Пьера Мельвиля 1946 года (по другим данным 1947 года). Фильм является единственным короткометражным и документальным фильмом Мельвиля, а также его режиссёрским дебютом в кино.

## Сюжет
Картина представляет собой запечатлённый на плёнку рассказ о 24 часах из жизни знаменитого в 30—40-е годы в Париже клоуна Беби и его напарника Маисса. История начинается поздно ночью перед цирком Медрано и заканчивается там же на следующие сутки незадолго до полуночи.
Париж, около полуночи, в цирке Медрано на Монмартре заканчивается выступление популярного клоунского дуэта, во время которого Маисс исполняет музыкальный номер, играя на стеклянных бутылках, наполненных водой, а его партнёр Беби подыгрывает ему на гитаре. После окончания номера артисты идут в костюмерную, где возвращаются к повседневной жизни — снимают грим, во время чего снова и снова обсуждают выступление, переодеваются, выходят из цирка и возвращаются домой. Дома Беби дожидается жена, штопая ему носки («только на арене клоун имеет право носить дырявые носки») и предлагает ему ужинать, после которого он ложится спать, рассматривая журналы и фотографии, посвящённые искусству цирка и мюзик-холла, при этом вспоминая великих артистов прежней эпохи и этапы своей артистической карьеры.
Утром Беби завтракает, идёт в баню, заходит в бар, показывая посетителям незатейливые трюки, встречается со своим партнёром по выступлениям. Сидя за столиком на улице в кафе, они рассматривают прохожих и забавные ситуации, в которые те попадают, запоминая любопытные и курьёзные случаи, которые могли бы использовать в своих номерах («уличный цирк такая же забавная вещь, как цирк настоящий»).
Вечером Беби и Маисс возвращаются в свой цирк, преображаясь в гримёрной в клоунов, чтобы опять радовать «больших детей и маленьких» своим искусством. Двадцать четыре часа их жизни заканчиваются, а в Париже настаёт ночь.

## В ролях
- Беби — клоун цирка Медрано
- Маисс — клоун цирка Медрано
- Жан-Пьер Мельвиль — рассказчик

## История создания
По воспоминаниям Мельвиля, в ноябре 1945 года, демобилизовавшись из армии, он обратился в профсоюз работников кино с просьбой выдать ему удостоверение ассистента-стажёра, чтобы попасть в кинематограф, однако там ему отказали по формальным причинам, пояснив, что для этого необходимо было работать, а для этого, в свою очередь, требовалось иметь удостоверение профсоюза, подтверждающее квалификацию. По его словам, «чтобы разорвать этот порочный круг, я основал свою собственную производственную компанию».
Мельвиль задумывал свою первую картину как выражение его привязанности и любви к развлекательной культуре цирка и мюзик-холла. Как отмечают биографы Мельвиля, его дядя, крупный парижский антиквар, лично знакомый с Морисом Шевалье, Мистенгет, Жозефин Бейкер, водил будущего режиссёра на эстрадные представления с песнями и музыкальными номерами, которые в то время привлекали будущего известного синефила даже больше чем немое кино.
По словам режиссёра, на почве своей страсти к цирку он подружился с клоуном Беби: «Я хотел своим дебютом в профессии воздать должное Беби, последнему великому клоуну, чтобы оставить какой-то документ об этом вымирающем искусстве. Увы, я всё испортил своими руками…». Французский клоун итальянского происхождения Беби Фредиани (1880—1958) из знаменитой цирковой династии Фредиани неоднократно привлекал внимание крупных кинематографистов. Так, Жан Виго планировал снять его в главной роли в своей картине «Клоун по любви» (фр. Clown par amour). Также Беби играл в первом фильме режиссёра Робера Брессона «Дела общественные» (1934). И Брессон и Мельвиль недовольные своими короткометражными режиссёрскими дебютами пытались преуменьшить их значение и исключить упоминания о них, хотя Мельвиль характеризовал комедию-фарс Брессона как «очень симпатичный фильм».
В послевоенной Франции киноплёнка была дефицитным товаром, а так как Мельвиль не имел профсоюзного удостоверения режиссёра и льготных талонов на приобретение плёнки, поскольку не был «квалифицированным специалистом», то он вынужден был купить просроченную плёнку фирмы «Agfa», однако из-за её плохого качества возникли проблемы при озвучивании (по причине низкого бюджета фильма он первоначально снимал без звука) и ленту пришлось перемонтировать: «В результате получился такой невообразимый кошмар, что я его тут же запёр в шкаф и поклялся никогда в жизни его оттуда не доставать».
Позже, уже после съёмок фильма «Молчание моря» (1949), продюсер Пьер Бронберже, который известен как оказавший содействие в выходе первых фильмов и становлении таких режиссёров как Жан Ренуар, Марк Аллегре, Ален Рене, Франсуа Трюффо, Жан-Люк Годар, Морис Пиала, Крис Маркер, Клод Лелюш и др., заинтересовался короткометражкой Мельвиля и выпустил её в прокат. Несмотря на то, что режиссёр поставил условия, чтобы он убрал звуковую дорожку и его имя из титров, фильм, к его удивлению, показал себя в прокате неплохо, а сам продюсер говорил позже Мельвилю, что «хорошо на нём заработал».
Название фильма, видимо, является отсылкой к новелле Стефана Цвейга «Двадцать четыре часа из жизни женщины» (1927).

## Характеристика
Сам режиссёр говорил позже в интервью, что «это фильм, о существовании которого я хотел бы забыть. Это грех моей молодости, мой первородный грех. И от него теперь не скрыться».
Российский киновед и критик Г. Ю. Дарахвелидзе, являющийся автором единственной на русском языке монографии о творчестве Мельвиля, отмечает, что уже в этом фильме в концентрированном виде содержатся излюбленные элементы, мотивы и образы будущего узнаваемого характерного стиля и эстетического киномира режиссёра. Натурные кадры на улицах Парижа сняты в документальной стилистике «с неоновыми огнями большого города и наблюдением за повседневными проявлениями жизни», которая будет свойственна таким его будущим картинам, как «Боб — прожигатель жизни» и «Двое на Манхэттене». Также к характерным чертам киноэстетики режиссёра, получившим более полной воплощение в его последующих фильмах, можно отнести:
меланхолично-ностальгическое настроение стареющего клоуна и постановочную сцену накладывания клоунского грима перед зеркалом, в котором отражается другое зеркало, — предтечу тех самых "моментов истины", которые происходят незадолго до кульминации во всех гангстерских фильмах Мельвиля.
По мнению критика, в этом фильме Мельвилю удаётся "впервые примерить сразу две из своих многочисленных эстетических масок: «документалиста, схватывающего дыхание улиц, и режиссёра классического игрового кино, который из фильма в фильм оттачивает визуальное мастерство».